# Aljutovella
Aljutovella es un género de foraminífero bentónico de la subfamilia Aljutovellinae, de la familia Aljutovellidae, de la superfamilia Ozawainelloidea, del suborden Fusulinina y del orden Fusulinida. Su especie tipo es Profusulinella aljutovica. Su rango cronoestratigráfico abarca desde el Bashkiriense superior hasta el Moscoviense (Carbonífero superior).

## Discusión
Clasificaciones previas hubiesen clasificado Aljutovella la subfamilia Fusulinellinae, de la familia Fusulinidae, de la superfamilia Fusulinoidea. Clasificaciones más recientes incluyen Aljutovella en la subfamilia Profusulinellinae, de la familia Profusulinellidae, y en la subclase Fusulinana de la clase Fusulinata. Ha sido considerado un sinónimo posterior de Profusulinella.

## Clasificación
Aljutovella Se han descrito numerosas especies de Profusulinella. Entre las especies más interesantes o más conocidas destacan:
- Aljutovella aljutovica

Un listado completo de las especies descritas en el género Aljutovella puede verse en el siguiente anexo.
En Aljutovella se han considerado el siguiente subgénero:
- Aljutovella (Elongatella), también considerado como género Elongatella